# Combrailles
Pour les articles homonymes, voir Combrailles (homonymie).
Pour l’article ayant un titre homophone, voir Combraille (ancienne commune).
Les Combrailles, ou la Combraille, sont une région naturelle, historique et culturelle de France, située dans le nord-ouest du Massif central. Cette région de basse montagne était sous l'Ancien Régime partagée entre les provinces d'Auvergne, du Bourbonnais, de la Marche et du Limousin.
Venant du celte comboro, les Combrailles forment un espace existant depuis l'antiquité. Au Moyen Âge elles sont divisées en plusieurs seigneuries. Certaines locales et importantes comme la principauté de Combraille de Chambon en Limousin ou celle des Rochedragon en Auvergne. Plus tard la région divisée intègre des principautés féodales rivales entre elles comme les comtés d'Auvergne ou de la Marche. Par la suite le duché de Bourbon va en partie gagner des territoires sur les deux précédents.
Plusieurs étendues différentes sont proposées pour les Combrailles. Un espace central est retenu par sa topographie et son aire culturelle qui est celle des plateaux occidentaux du nord-ouest de l'Auvergne et de l'est de la Creuse. Les terres vallonnées du sud-ouest de l'Allier y sont également intégrées car font historiquement partie d'une châtellenie bourbonnaise de Combraille.
Elles sont aujourd'hui partagées entre trois départements (Puy-de-Dôme, Allier, Creuse) et deux régions administratives (Auvergne-Rhône-Alpes et Nouvelle-Aquitaine). Sa population actuelle est estimée à 40 000 ou 50 000 habitants pour ce qui concerne la définition la plus stricte et limitée du territoire.

## Toponymie
Le nom du territoire vient du mot de langue gauloise comboro. Dérivé du celtique cumba, « vallée », le mot signifie probablement « débouché, rencontre de vallées », allusion aux confluences de nombreuses vallées : à l'ouest celles de la Tardes, de la Voueize et du Cher ; à l'est celles de la Sioule et de la Bouble. De nombreux cours d'eau y prennent aussi leur source. Pour expliquer le mot gaulois, qui est suivi du suffixe -alia, est également évoqué le sens d'« obstacle, barrage ».
Ce terme donnera Combralhas dans les parlers nord-occitan (auvergnat et limousin),, Combralhes dans les parlers intermédiaires du Croissant (marchois, bourbonnais) et enfin Combrailles en français.

## Situation

Les pays traditionnels de l'ancienne région d'Auvergne, les Combrailles auvergnates figurent en vert

Situées dans le nord-ouest du Massif central, les Combrailles sont partagées entre deux régions : l'Auvergne et le Limousin.
Elles sont entourées par les régions naturelles suivantes : 
- au nord par le Bocage bourbonnais ;
- à l'est par la Limagne bourbonnaise, la Grande Limagne et la chaîne des Puys ;
- au sud par l'Artense et les monts Dore ;
- à l'ouest par le plateau de Millevaches, le pays d'Ussel, le plateau de La Courtine.

## Géographie
Les Combrailles forment une vaste zone de collines et de gorges qui s’incline doucement vers le nord et l'est. Structuré par les vallées du Cher, de la Tardes, de la Voueize et de la Sioule et parsemé d'étangs, le pays se compose de landes, de bocages, de forêts et de prairies. Le sommet de la roche de Sauterre, à 977 m d'altitude, est son point culminant.
| - Paysage typique des Combrailles : vue du puy de Dôme depuis Sainte-Christine. - La Sioule à Châteauneuf-les-Bains. |

## Histoire

### Période celtique

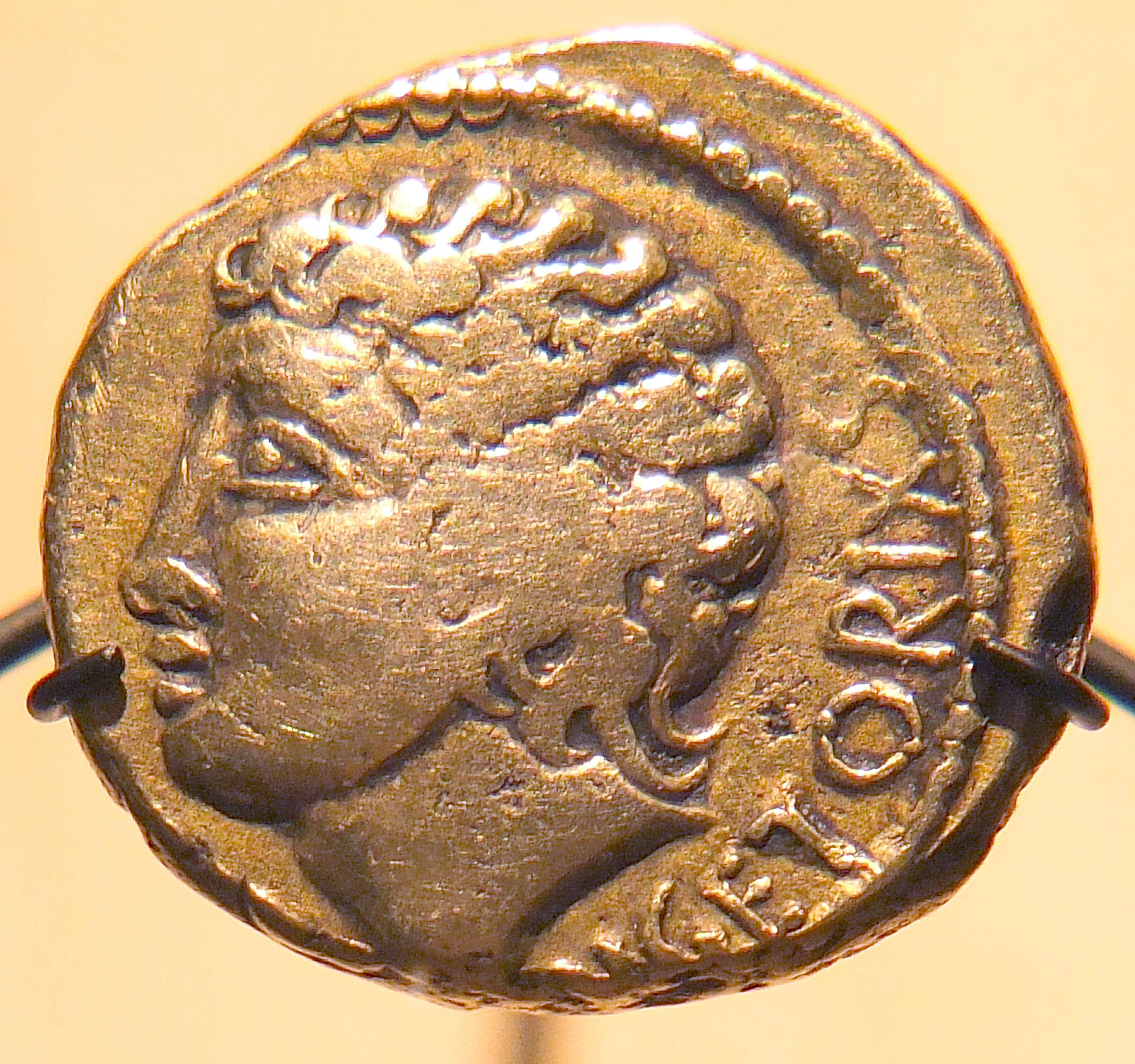
Statère représentant Vercingétorix, trésor de Pionsat.

Durant l'âge du fer les Combrailles étaient divisées entre deux grands peuples celtes : les lémovices à l'ouest dans la partie creusoise, et les arvernes à l'est, dans la Combraille auvergnate.
Dans la partie auvergnate des Combrailles se retrouvent des aurières (mines d'or) datant du second âge du fer, suivant une ligne qui n'est autre qu'un filon de quartz allant d'Herment à Montaigut en passant par Gouttières,. Les rois arvernes, dont notamment Luern, étaient connus pour leur grande richesse dont une partie pourrait provenir de cette région. En témoigne la découverte réalisée en 1852 à Pionsat d'un immense trésor monétaire composé de centaines de statères arvernes datant du Ier siècle avant notre ère.

### La «principauté de Combraille»

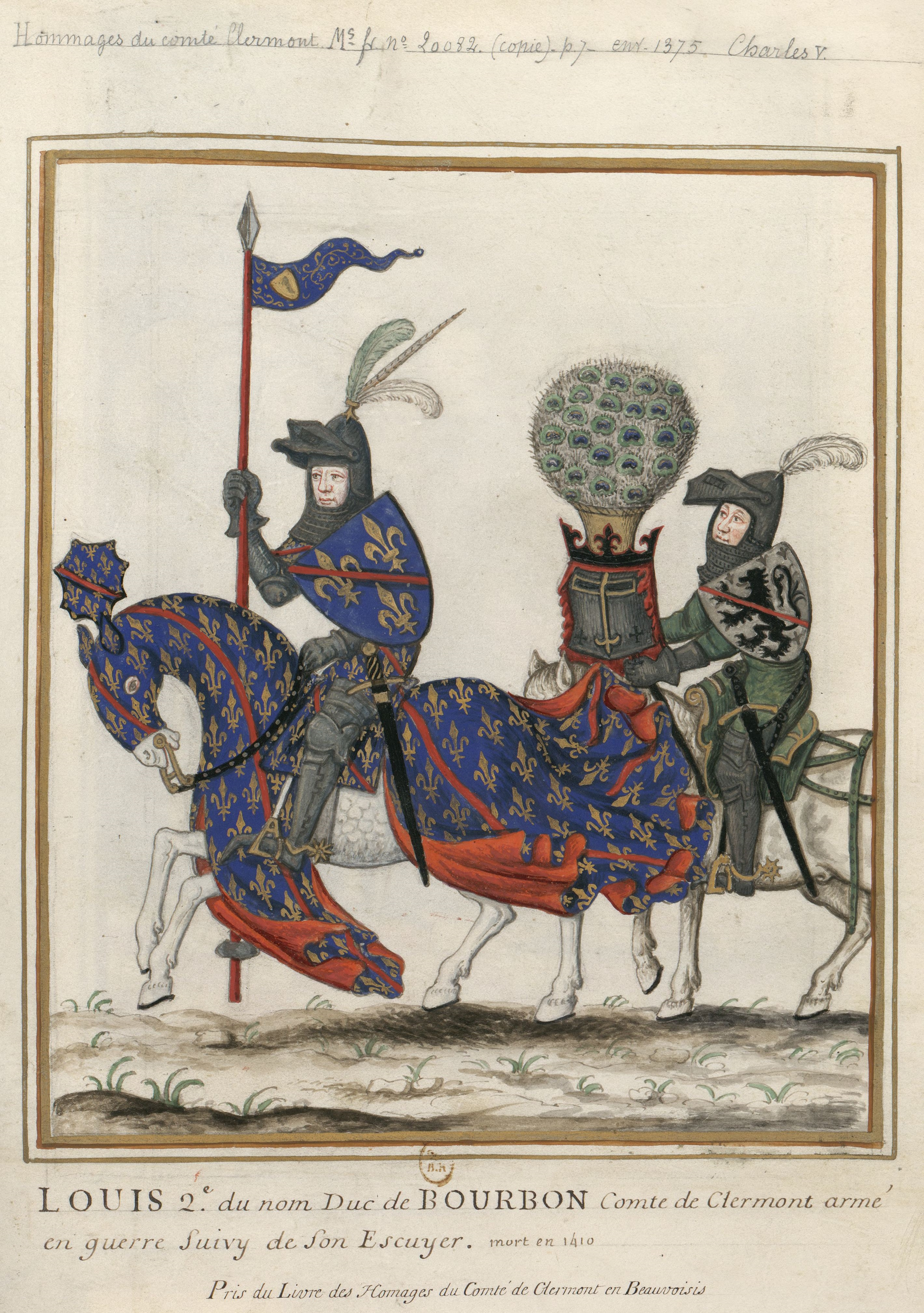
Louis II de Bourbon.

De très nombreux textes attestent au Haut Moyen Âge la présence d'une Principauté de Combraille,, également nommée baronnie à partir du XIIe siècle. La capitale de ce territoire, qui se trouvait à l'origine à Chambon, fut transférée à Montaigut sous la domination bourbonnaise.
Vers 1180, la Combraille fut apportée en dot par Péronnelle de Chambon à la famille des comtes d'Auvergne par son mariage avec Guy II d'Auvergne.
Par la suite, la Combraille fut vendue à Pierre de Giac, chancelier de France, qui la céda vers 1400 à Louis II de Bourbon. Ce dernier fit reconstruire les châteaux dans toutes ses terres, aussi bien dans le duché de Bourbon qu'en Combraille, dans le Forez et dans le Duché d'Auvergne. C'est ainsi que le château des ducs de Bourbon à Montluçon fut reconstruit en 1362, le « Bon Duc » souhaitant construire une place forte dans ses terres de Combraille.
Auzances, Chambon, Evaux, Lépaud, et Sermur, au Moyen Âge central, étaient les cinq châtellenies de Combrailles
Durant la période féodale, qui dura jusqu'à très tard en ce territoire, les Combrailles étaient aussi divisées en de grandes seigneuries ayant à leur tête de grandes familles nobles tel que les Rochedragon, les Chabrol ou les Chazeron.

## Quelques sites des Combrailles

### Galerie

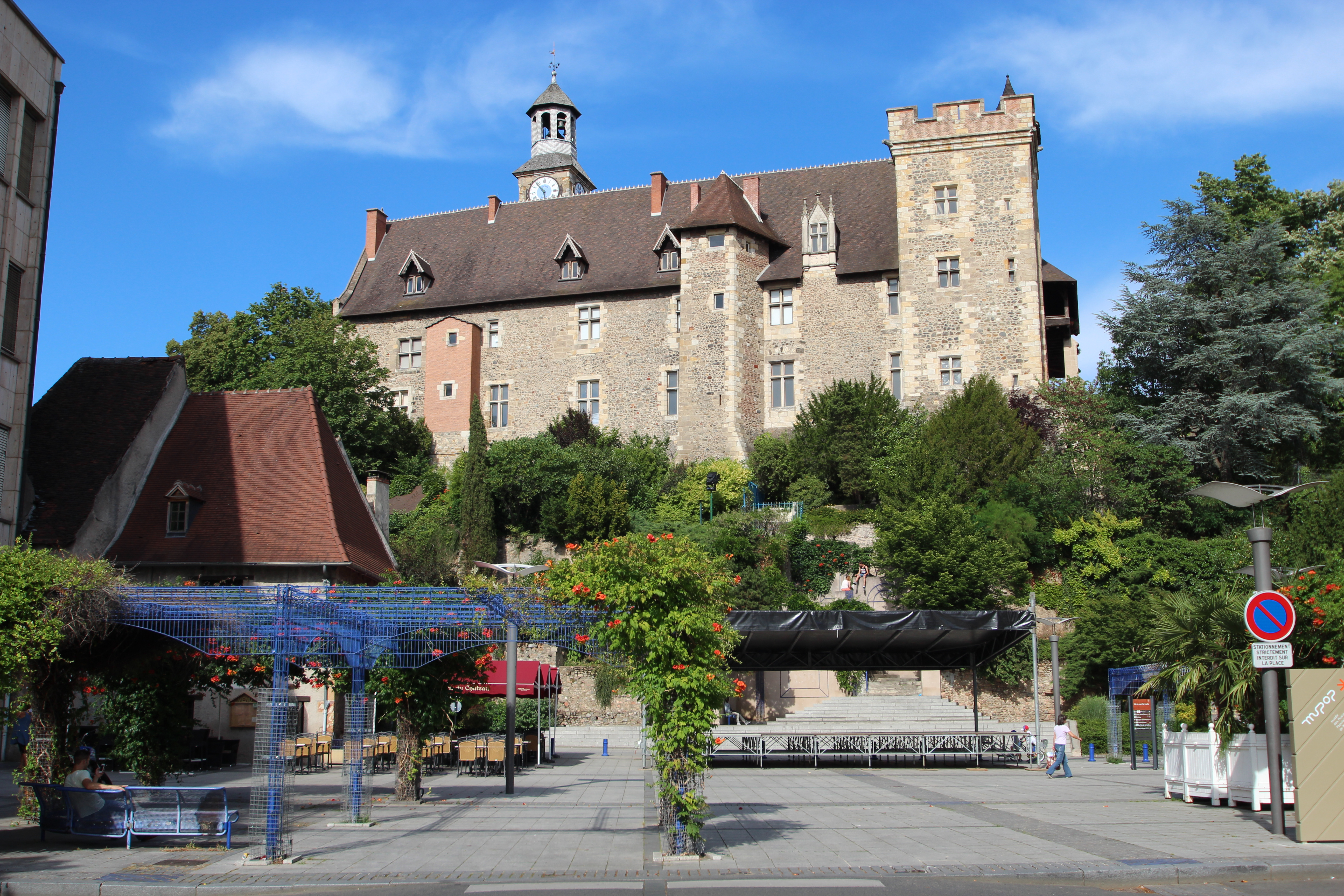
À Montluçon, le Cher est la limite entre les Combrailles et le bocage bourbonnais. La rive sud fait partie des Combrailles.
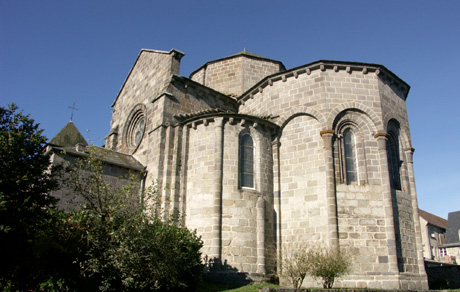
Herment et sa collégiale Notre-Dame
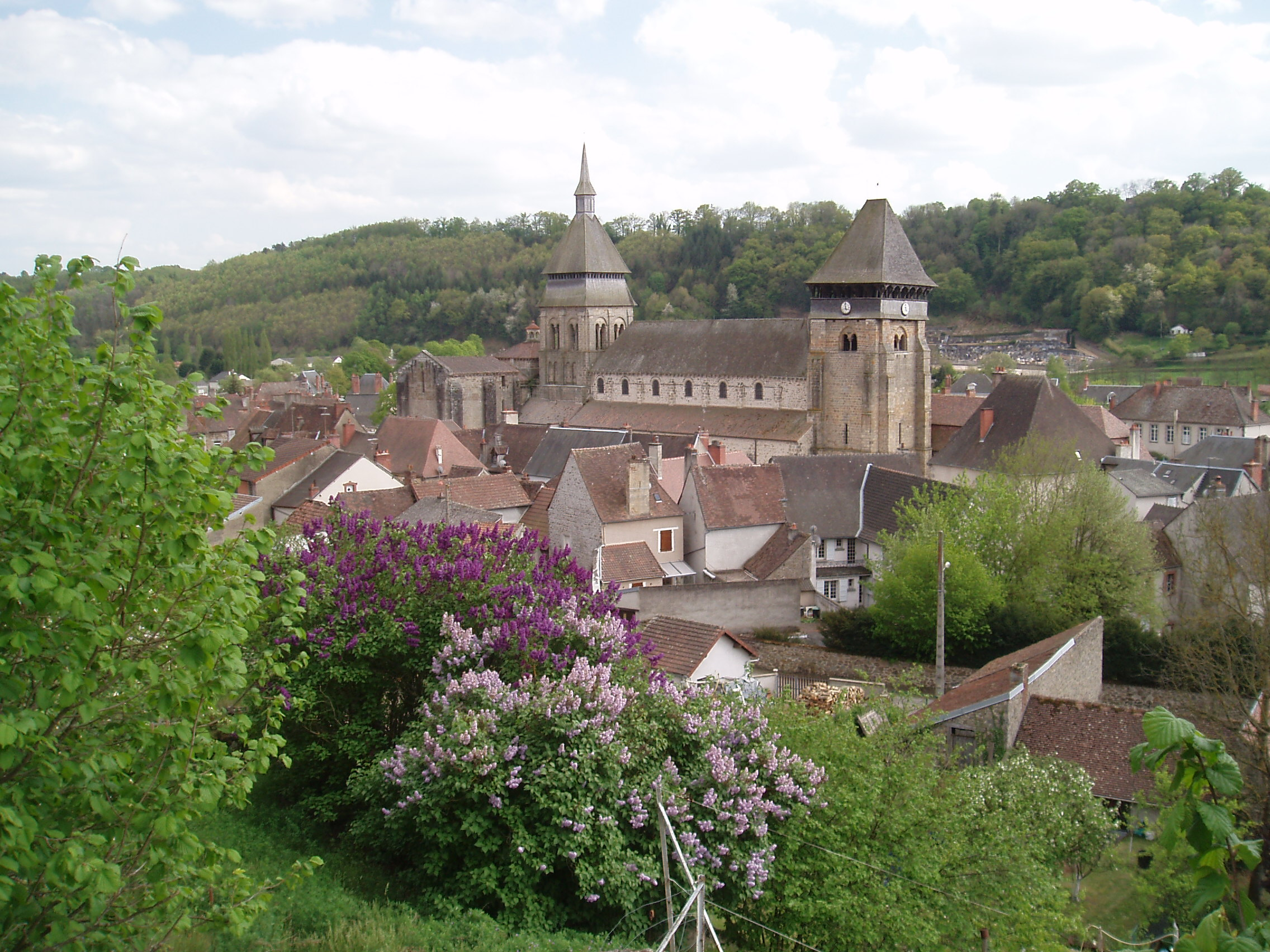
Chambon-sur-Voueize
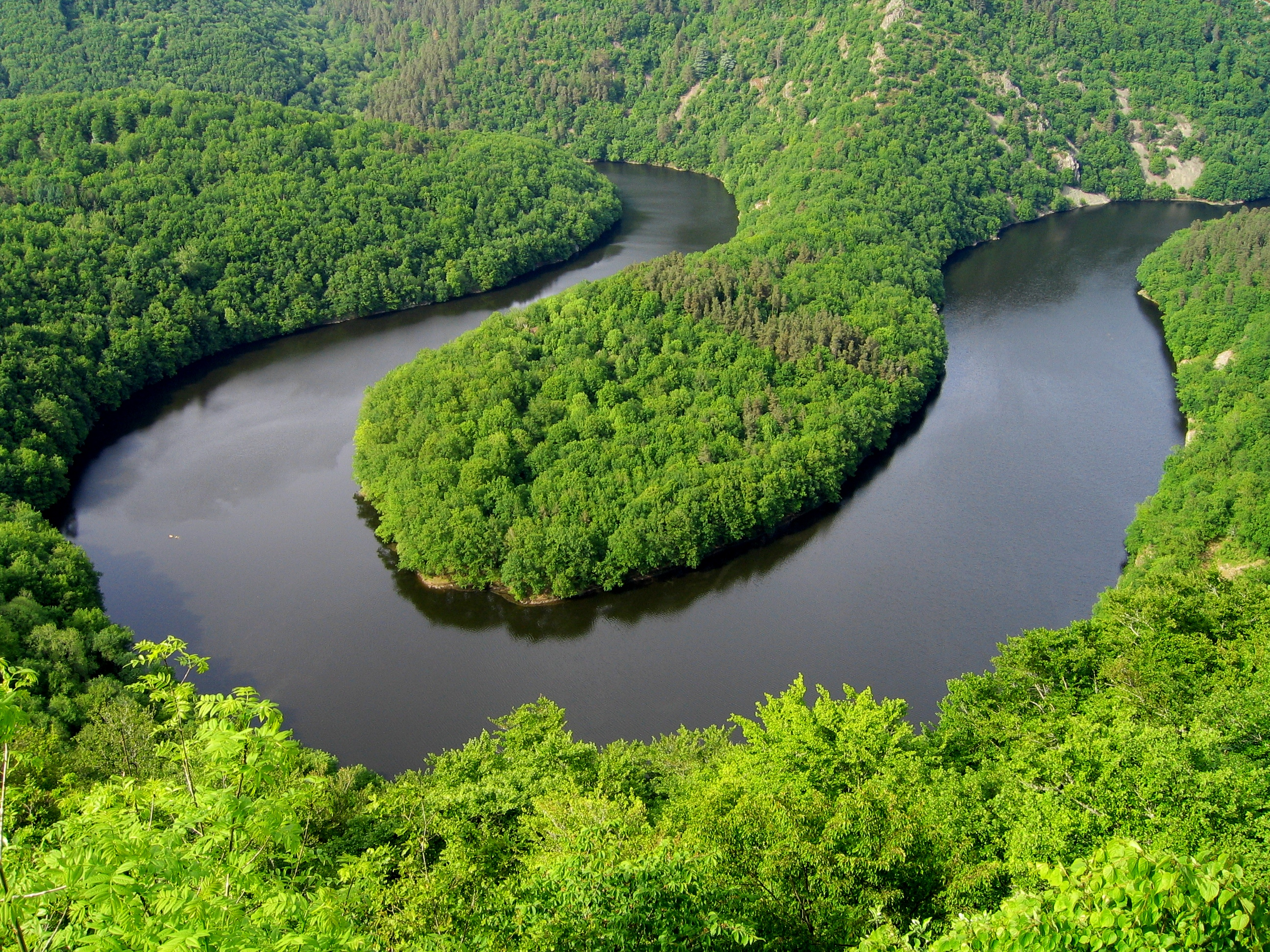
Méandre de Queuille, sur la Sioule
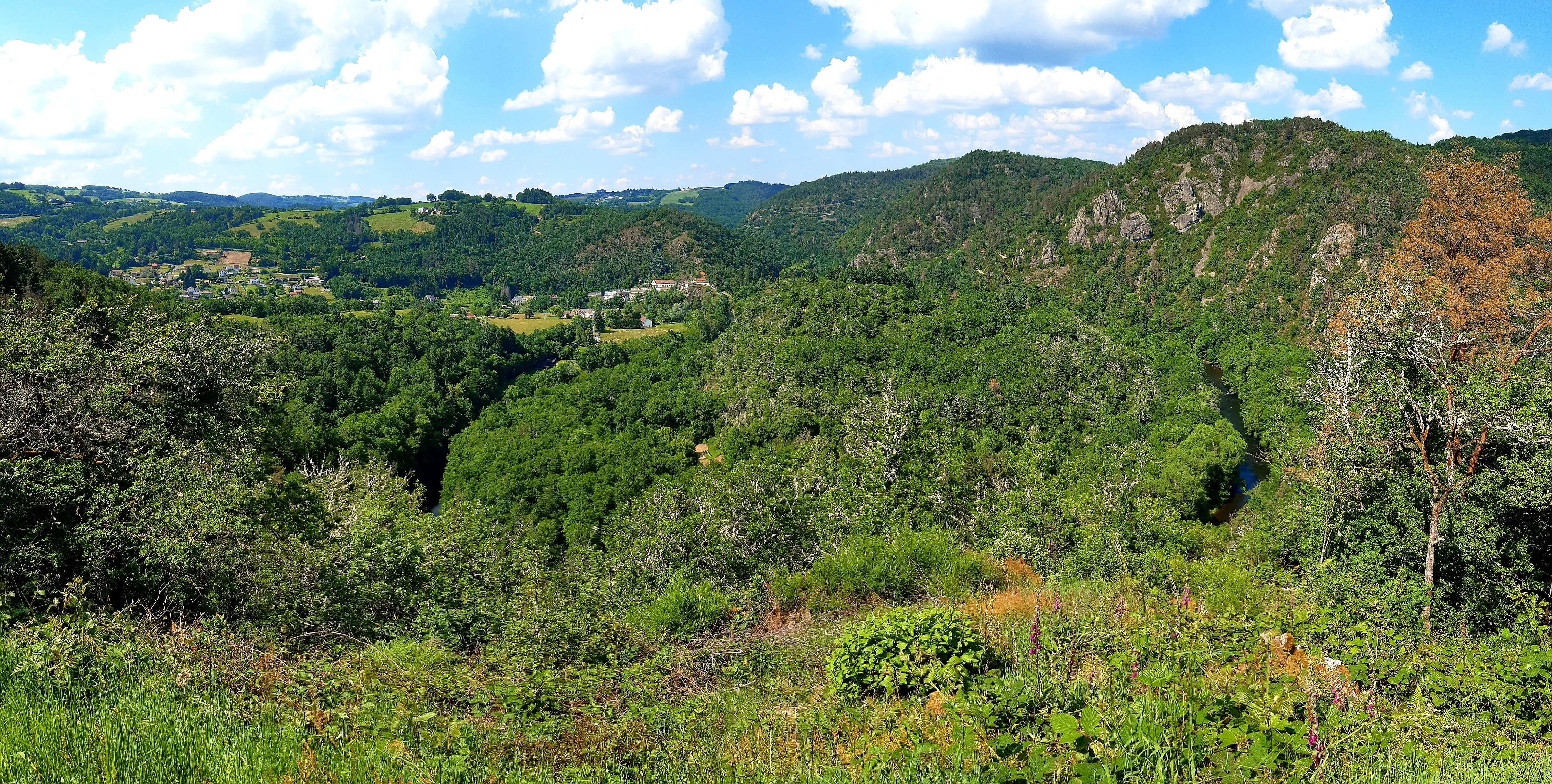
Méandre de la Sioule à Chateauneuf-les-Bains
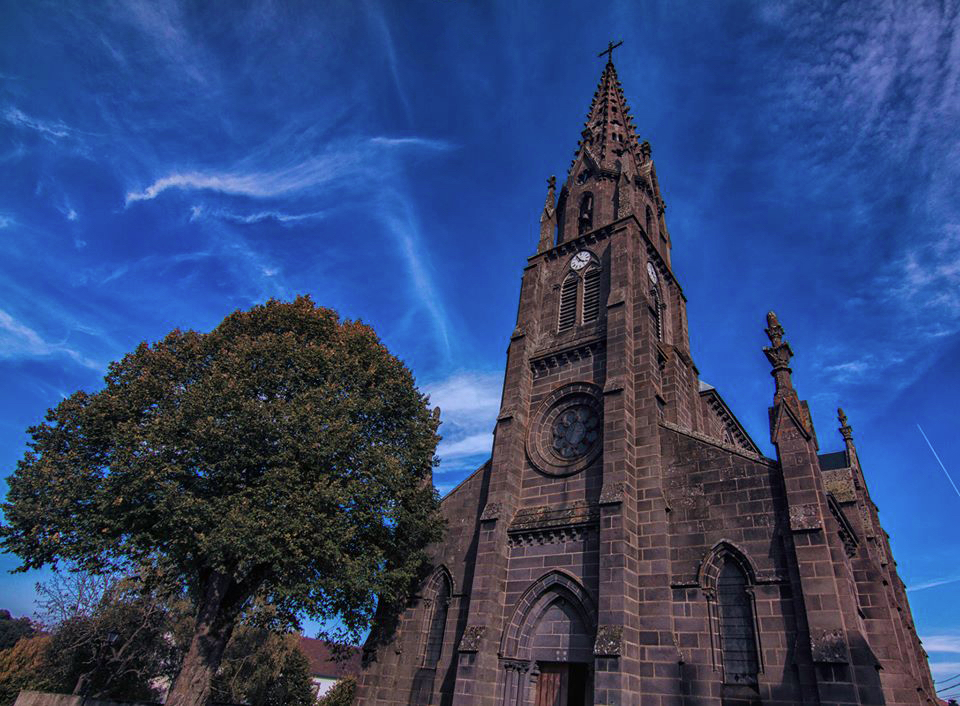
Église de Loubeyrat surnommée « Notre-Dame-des-Montagnes »
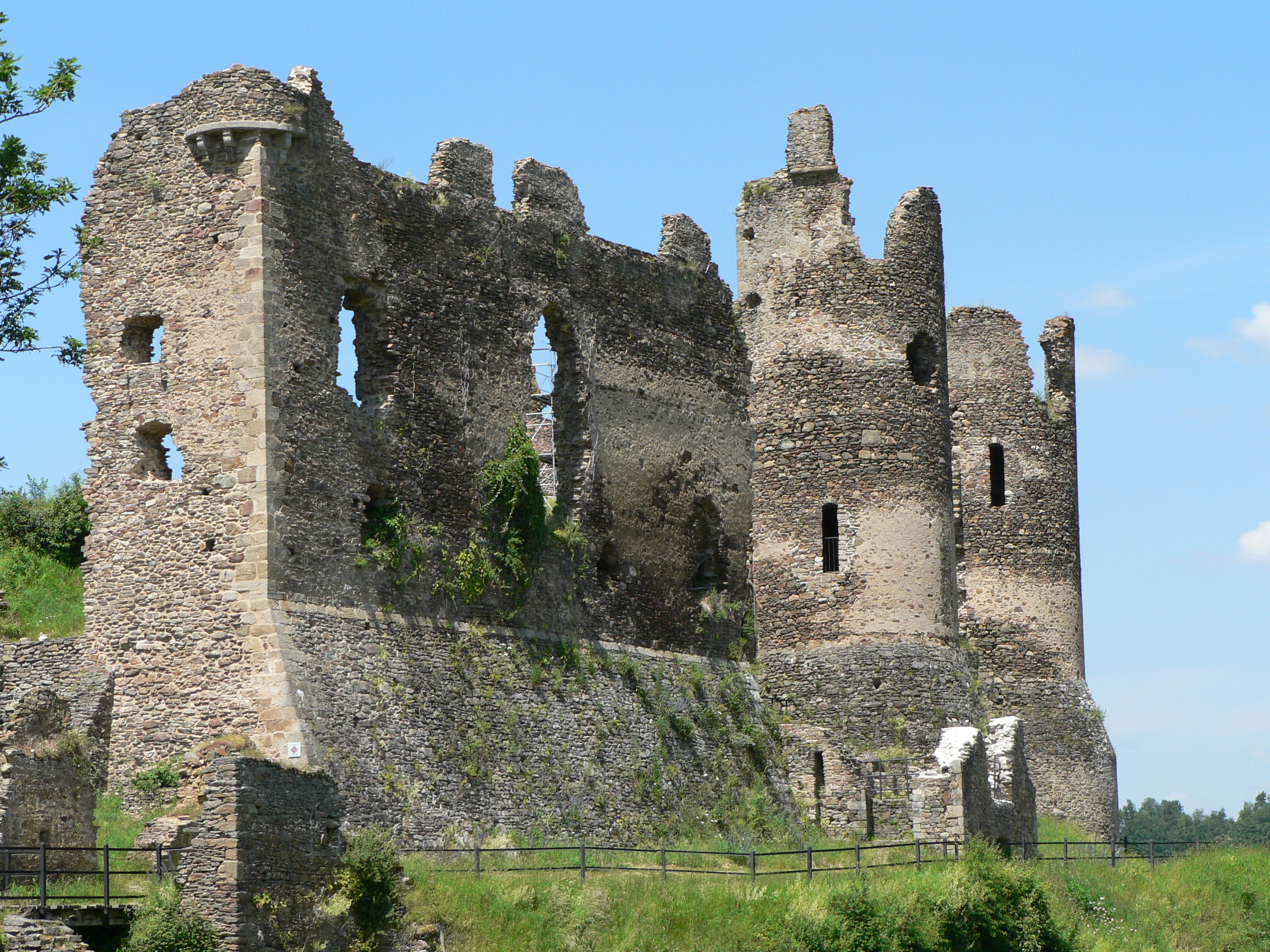
Château-Rocher à  Saint-Rémy-de-Blot
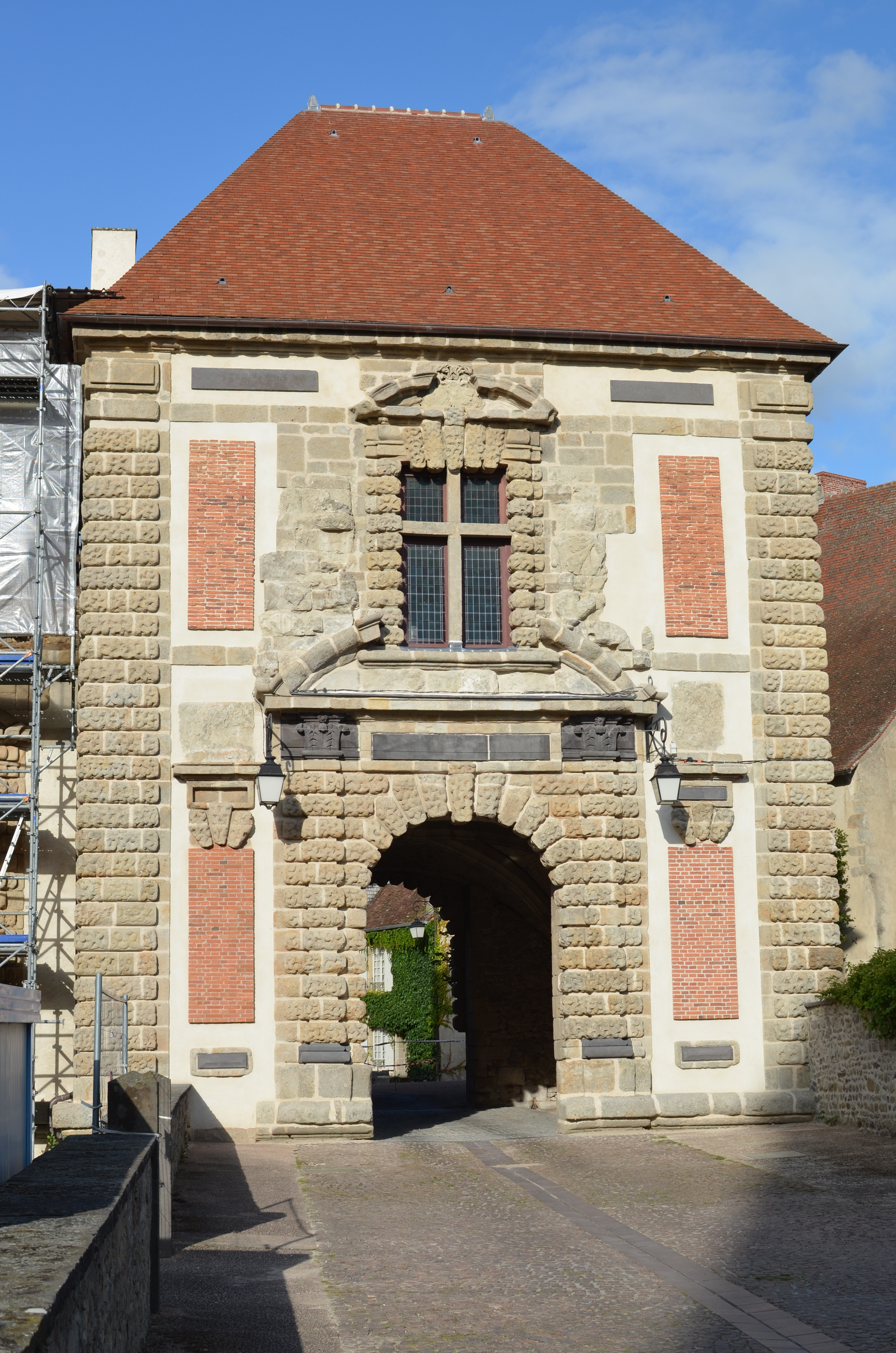
Château de Pionsat
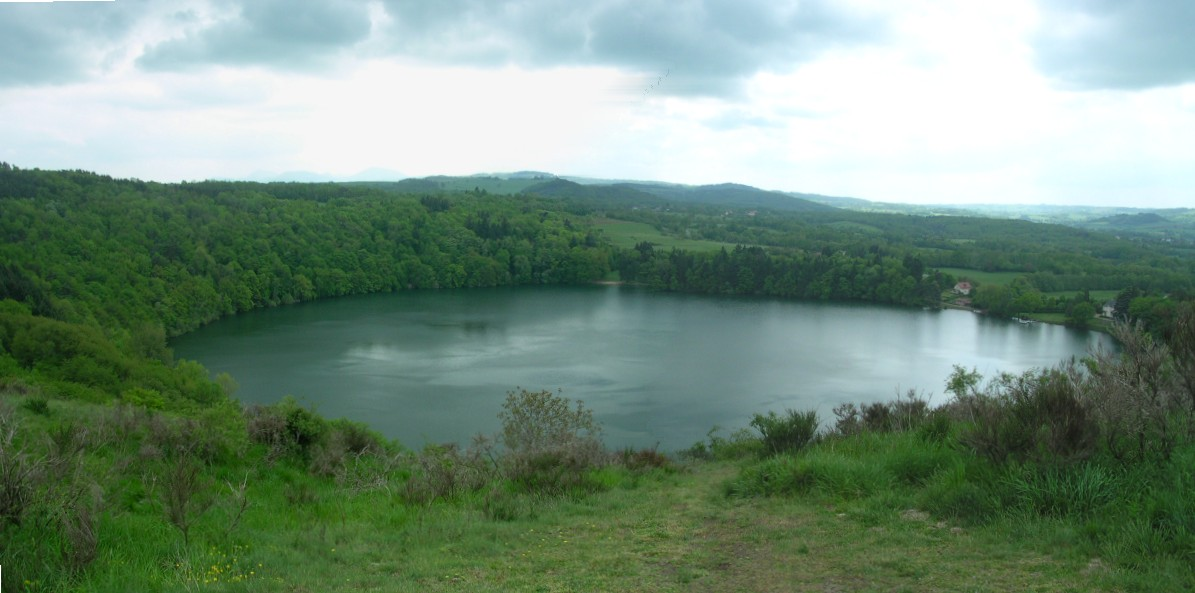
Gour de Tazenat
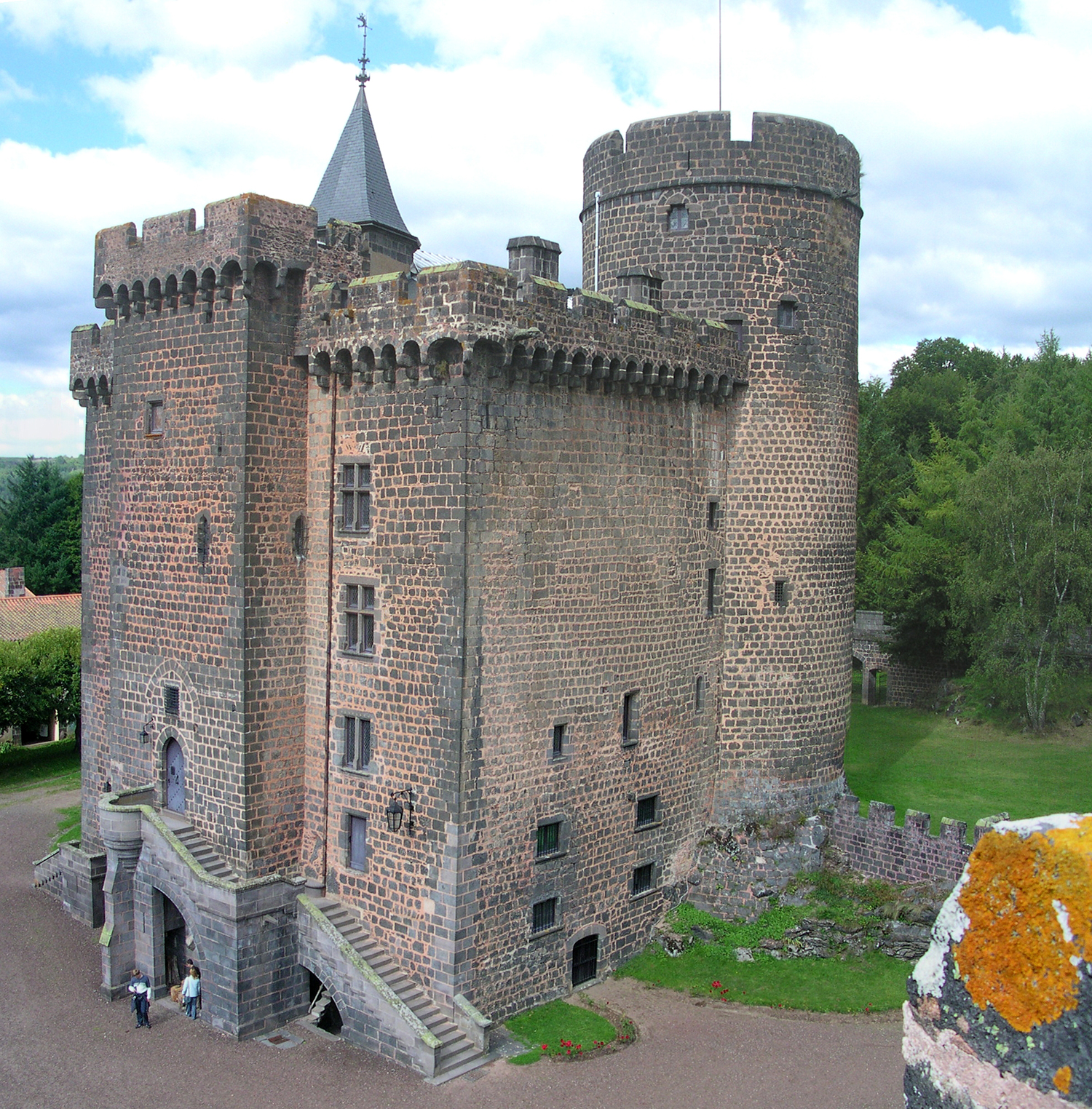
Château-Dauphin à Pontgibaud
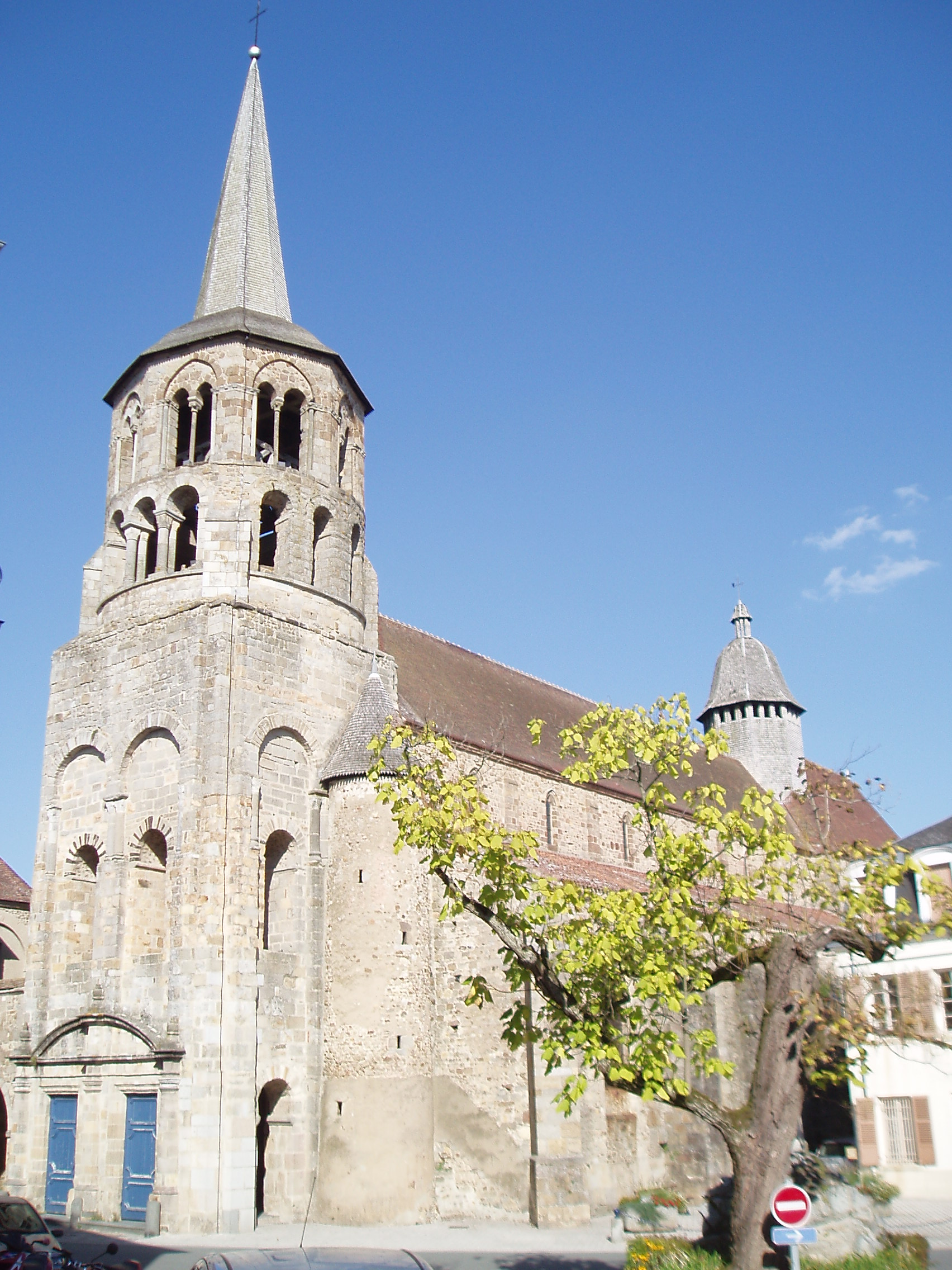
Abbatiale Saint-Pierre-Saint-Paul d'Évaux-les-Bains
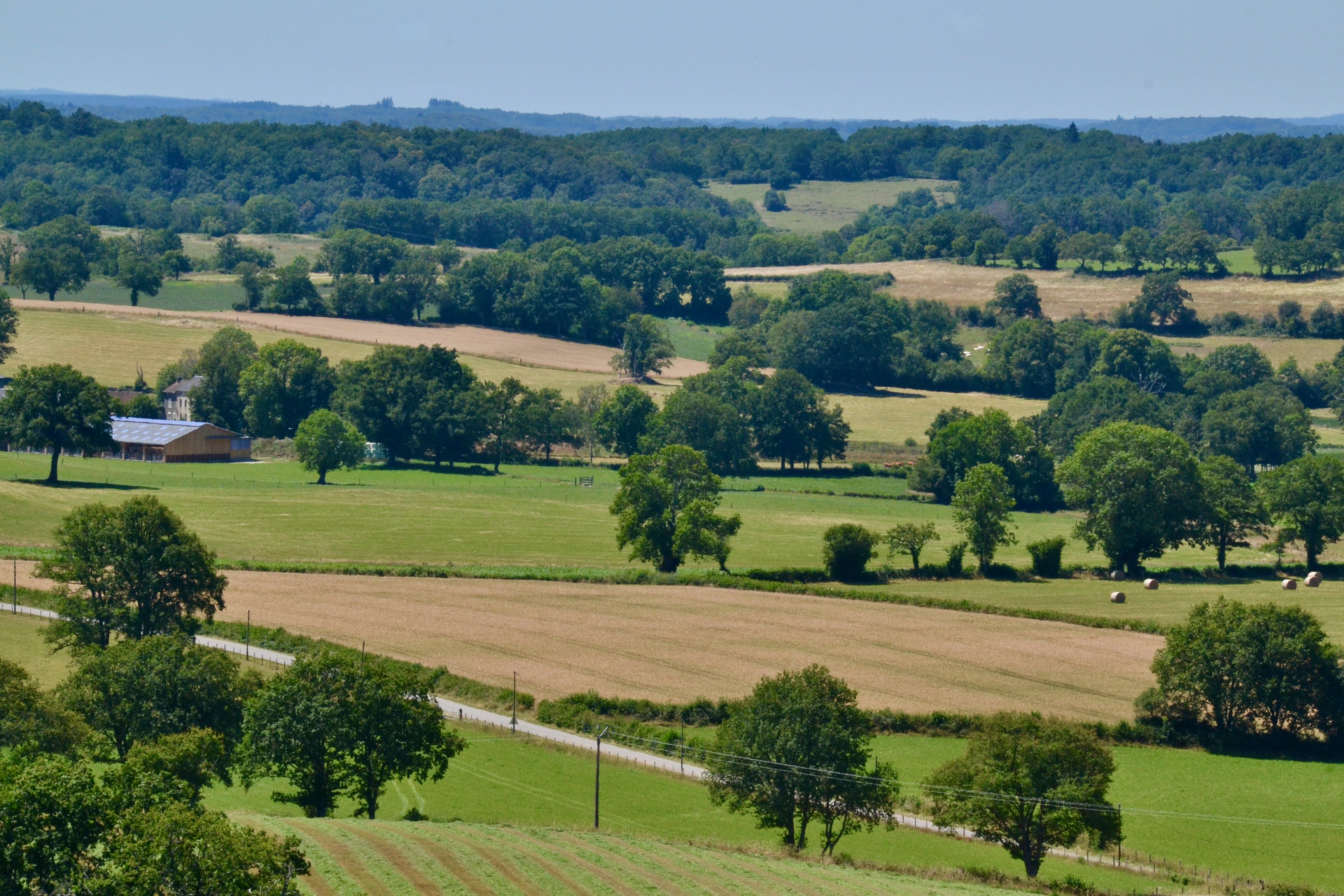
Paysage agricole à Sermur

### Quelques cours d'eau

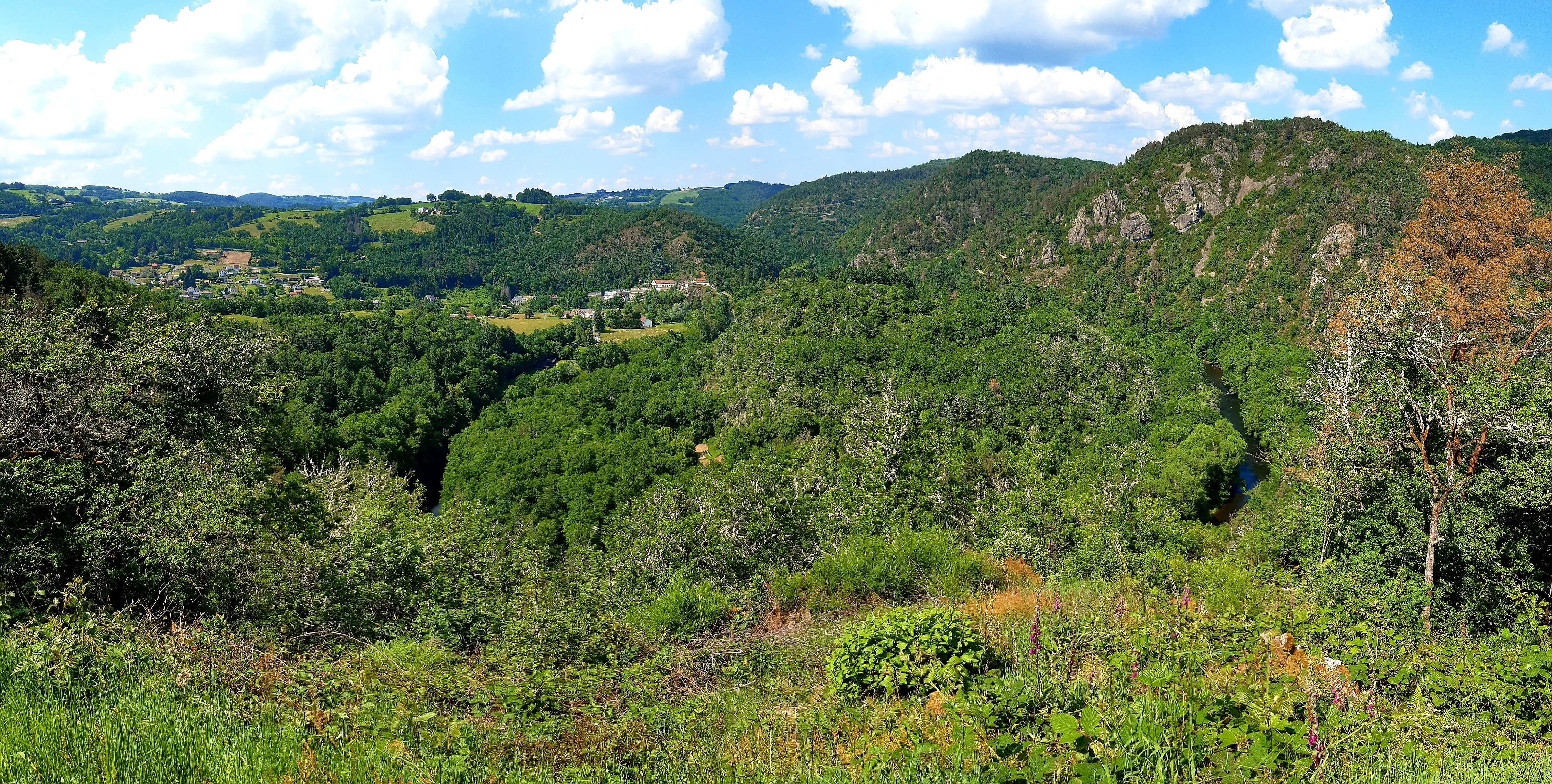
La Sioule - méandre et Presqu'île de Saint-Cirgues à Châteauneuf-les-Bains.

### Quelques communes des Combrailles selon leurs départements

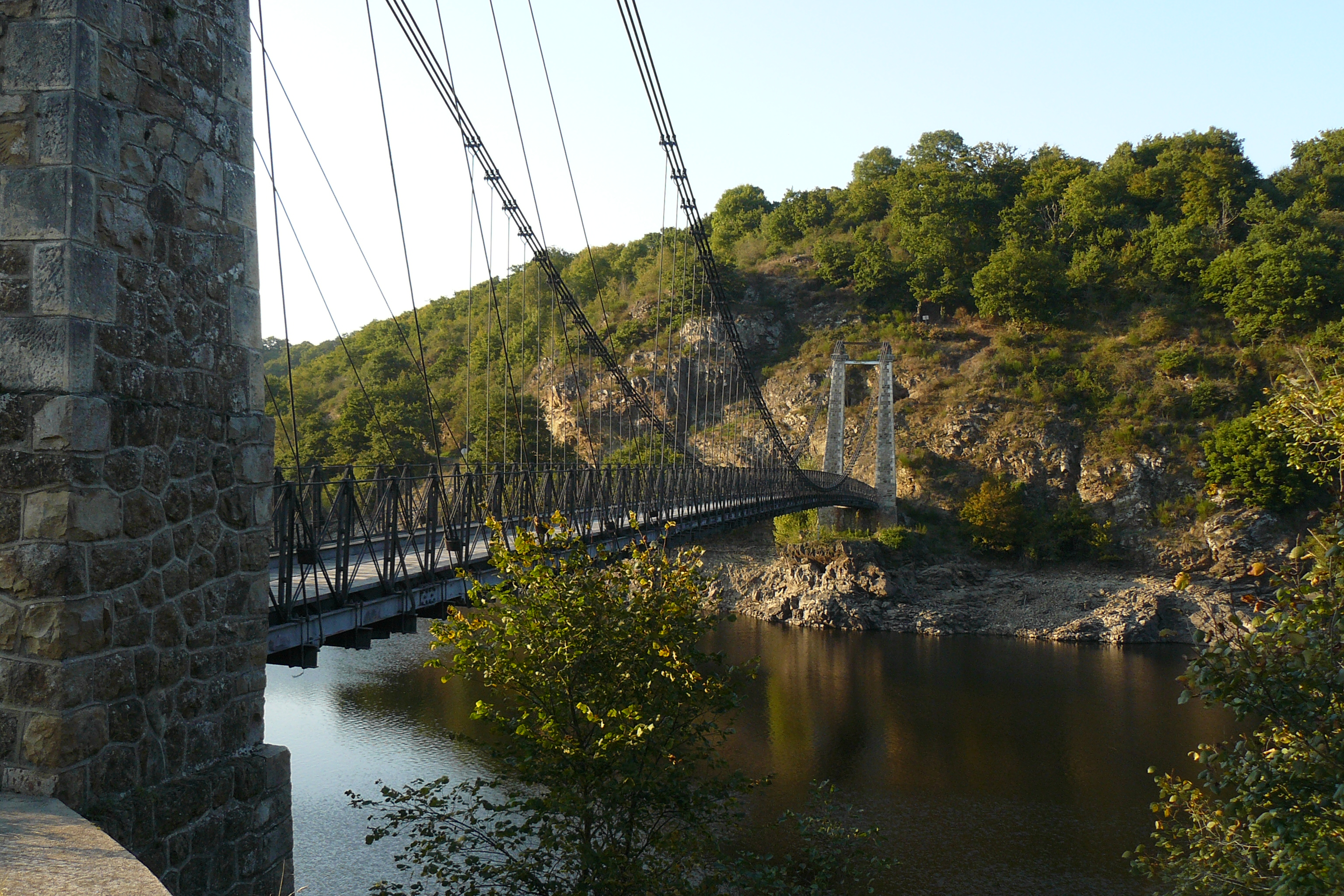
Pont suspendu sur la Tardes reliant Évaux-les-Bains et Budelière.

| Allier | Creuse | Puy-de-Dôme | Puy-de-Dôme |
| --- | --- | --- | --- |
| - Arpheuilles-Saint-Priest - Beaune-d'Allier - Colombier - Commentry - Durdat-Larequille - Hyds - Marcillat-en-Combraille - Mazirat - Montluçon - Néris-les-Bains - La Petite-Marche - Lignerolles - Saint-Genest - Saint-Marcel-en-Marcillat - Sainte-Thérence - Teillet-Argenty - Terjat - Villebret | - Arfeuille-Châtain - Auzances - Bellegarde-en-Marche - Budelière - Bussière-Nouvelle - Chambon-sur-Voueize - Champagnat - Chard - Charron - Châtelard - Chénérailles - Crocq - Dontreix - Évaux-les-Bains - Fontanières - Gouzon - Lépaud - La Serre-Bussière-Vieille - Le Chauchet - Le Compas - Les Mars - Lioux-les-Monges - Lupersat - Lussat - Mautes - Mainsat - Mérinchal - Peyrat-la-Nonière - Reterre - Rougnat - Saint-Bard - Saint-Domet - Saint-Julien-la-Genête - Saint-Priest - Saint-Silvain-Bellegarde - Saint-Loup - Sannat - Sermur - Tardes - Viersat | - Les Ancizes-Comps - Ars-les-Favets - Ayat-sur-Sioule - Beauregard-Vendon - Biollet - Blot-l'Église - Bourg-Lastic - Briffons - Bromont-Lamothe - Bussières - Buxières-sous-Montaigut - La Celle - La Cellette - Champs - Chapdes-Beaufort - Charbonnières-les-Vieilles - Charbonnières-les-Varennes - Château-sur-Cher - Châteauneuf-les-Bains - Charensat - Cisternes-la-Forêt - Combrailles - Combronde - Condat-en-Combraille - La Crouzille - Davayat - Durmignat - Espinasse - Fernoël - Giat - Gouttières - Jozerand - Gimeaux - La Goutelle - Herment - Landogne - Lapeyrouse - Lastic - Lisseuil - Loubeyrat - Manzat - Marcillat - Menat - Messeix - Miremont - Montcel - Montaigut - Montel-de-Gelat - Montfermy - Moureuille - Neuf-Église | - Pionsat - Pontaumur - Pontgibaud - Pouzol - Prompsat - Prondines - Pulvérières - Puy-Saint-Gulmier - Le Quartier - Queuille - Roche-d'Agoux - Saint-Angel - Saint-Avit - Saint-Éloy-les-Mines - Saint-Étienne-des-Champs - Saint-Gal-sur-Sioule - Saint-Georges-de-Mons - Saint-Germain-près-Herment - Saint-Gervais-d'Auvergne - Saint-Hilaire-la-Croix - Saint-Hilaire-les-Monges - Saint-Hilaire (Puy-de-Dôme) - Saint-Jacques-d'Ambur - Saint-Julien-la-Geneste - Saint-Julien-Puy-Lavèze - Saint-Maurice-près-Pionsat - Saint-Maigner - Saint-Myon - Saint-Ours-les-Roches - Saint-Pardoux - Saint-Pierre-le-Chastel - Saint-Priest-des-Champs - Saint-Quintin-sur-Sioule - Saint-Rémy-de-Blot - Saint-Sulpice - Sainte-Christine - Sauret-Besserve - Sauvagnat - Savennes - Servant (Puy-de-Dôme) - Teilhède - Teilhet - Tortebesse - Tralaigues - Vergheas - Verneugheol - Villosanges - Virlet - Vitrac - Voingt - Youx - Yssac-la-Tourette |

## Hydrographie
| Quelques cours d'eau | Lacs et points d'eau  |
| -------------------- | --------------------- |
| La Bouble            | Le Gour de Tazenat    |
| Le Cher              | L'étang de Chancelade |
| La Sioule            |                       |
| Le Sioulet           |                       |
| La Tardes            |                       |
| La Tartasse          |                       |
| La Voueize           |                       |

## Agriculture

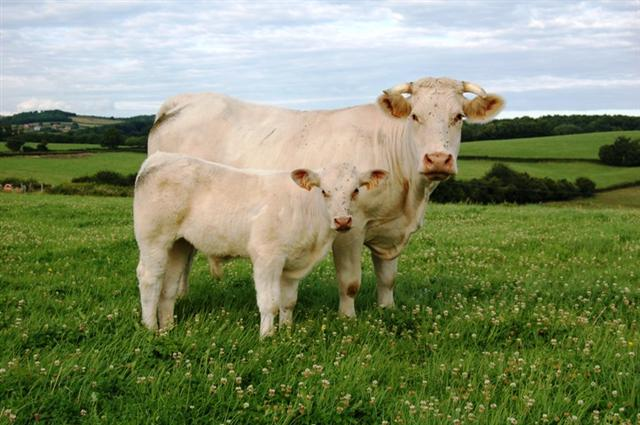
La vache charolaise est très fréquente dans les Combrailles.

Les Combrailles étaient une terre d'agriculture vivrière, chaque ferme vivant en autosubsistance, élevant et cultivant un peu de tout. Depuis quelques décennies, ce modèle ancestral a été remplacé par l'élevage bovin extensif : production de viande charolaise au nord (en particulier des broutards destinés à l'exportation) et production laitière au sud.
Quelques éléments d'architecture vernaculaire se démarquent, comme les poulaillers de plein champ.

## Industrie
Les deux pôles industriels importants sont : Les Ancizes-Saint-Georges-de-Mons, avec les aciéries Aubert et Duval et l'entreprise Diétal (luminaires), et Saint-Éloy-les-Mines avec l'entreprise Rockwool (production de laine de roche).

## Culture et traditions

### Langue régionale

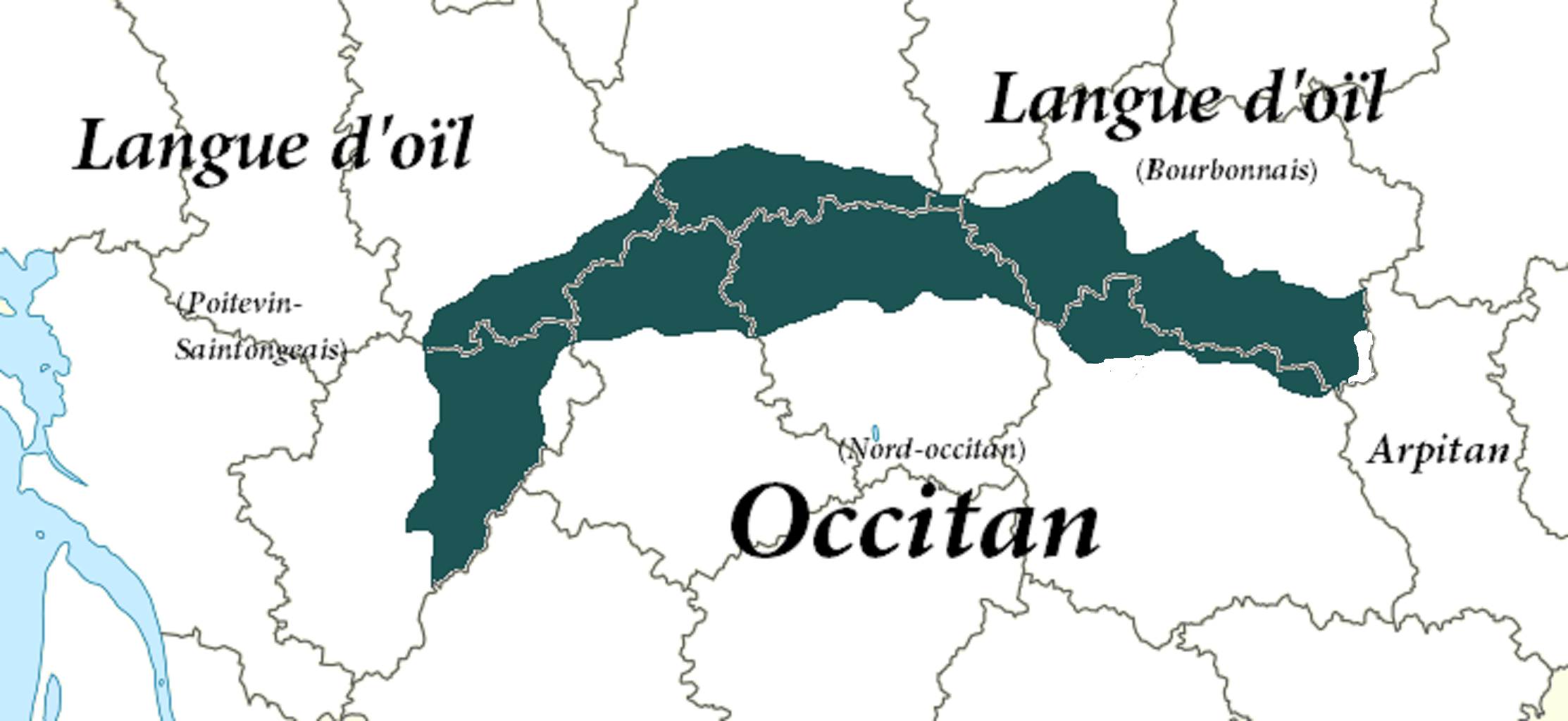
Aire linguistique du Croissant (Atlas sonore des langues régionales, CNRS, 2022). Les parlers du Croissant sont parlés dans le nord des Combrailles.

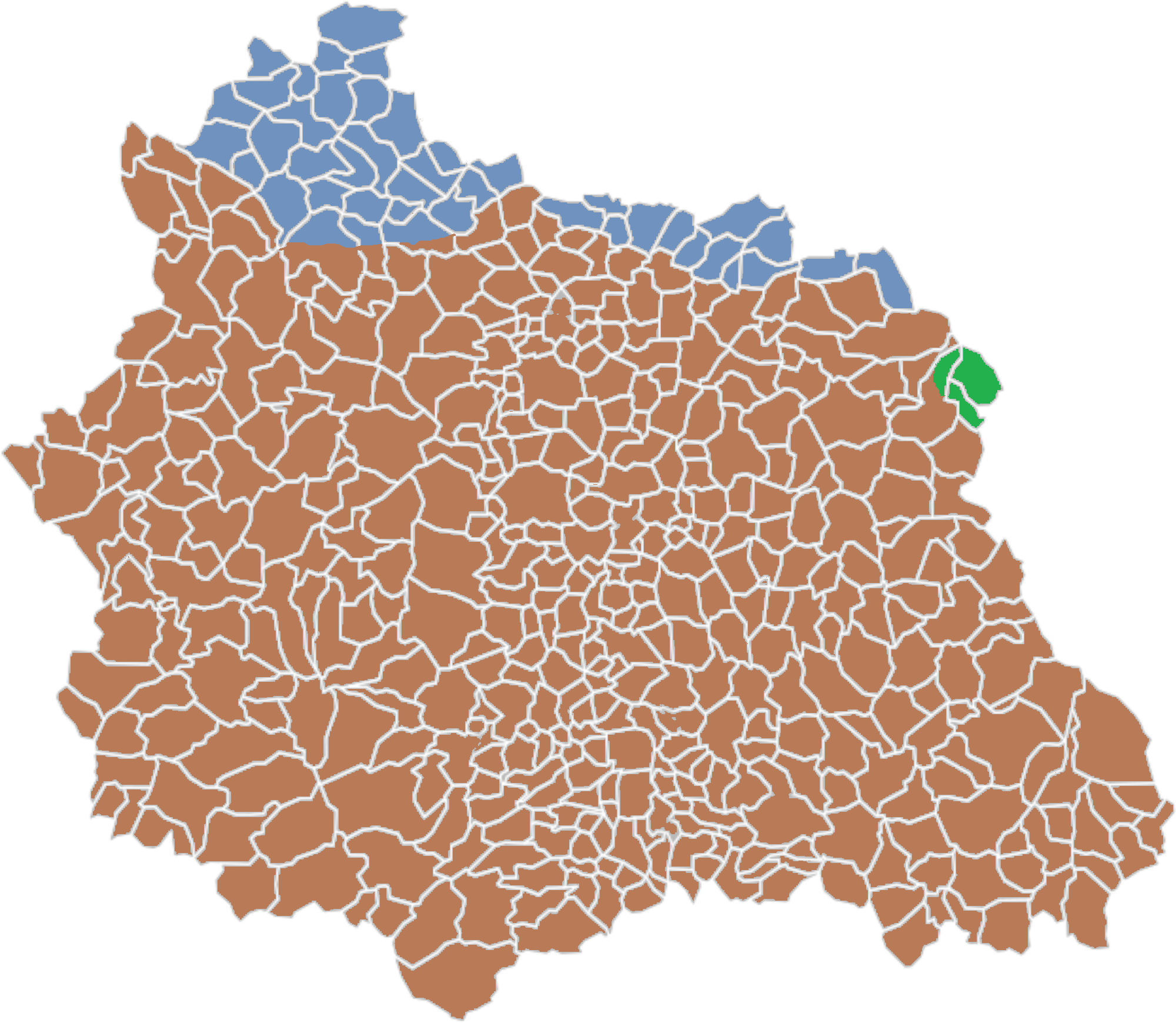
Carte linguistique du Puy-de-Dôme selon l'Atlas sonore des langues régionales. En bleu : le croissantais, en marron : le nord-occitan, en vert : l'arpitan.

Les Combrailles sont divisées entre le nord-occitan(et ses dialectes limousin et auvergnat), majoritaire, au sud et les parlers croissantais, (marchois, et bourbonnais) au nord. Le Croissant est un espace linguistique de transition entre la langue occitane et la langue d'oïl.
La situation géographique des Combrailles a fait de ce territoire un conservatoire de la langue d'oc ; une riche littérature s'y est développée. Les œuvres d'auteurs comme Benezet Vidal (ex. Jan Combralha), de Pontgibaud, ou Paul-Louis Grenier - Chansó de Combralha,, La dama a l'unicorn etc. - originaire de Chambon-sur-Voueize en sont un témoignage,.
La culture occitane est toujours vécue au quotidien et est protégée par des associations notamment qui permettent de conserver le patrimoine oral comme l'IEO Marcha-Combralha, ou encore l'Amta (Agence des Musiques des Territoires d'Auvergne). Des groupes au répertoire occitan existent aussi avec notamment Vert de Lune. Des festivals comme le Grand Bal de l'Europe ou Comboros - basés à Saint-Gervais d'Auvergne - participent à donner une scène importante à des groupes venus de toute l'Occitanie.